# Steniselma
Steniselma is een geslacht van kevers uit de familie oliekevers (Meloidae).
Het geslacht is voor het eerst wetenschappelijk beschreven in 1942 door Borchmann.

## Soorten
Het geslacht omvat de volgende soorten:
- Steniselma brunnea Borchmann, 1942
- Steniselma carpanetoi Bologna, 1990